# Großsteingrab Skuldelev Marker 3
Das Großsteingrab Skuldelev Marker 3 war eine megalithische Grabanlage der jungsteinzeitlichen Nordgruppe der Trichterbecherkultur im Kirchspiel Skuldelev in der dänischen Kommune Frederikssund. Es wurde um 1833 zerstört.

## Lage
Das Grab lag zwischen Onsved und Skuldelev, südlich des Onsvedvej. In der näheren Umgebung gibt bzw. gab es mehrere weitere megalithische Grabanlagen.

## Forschungsgeschichte
Um 1833 wurde das Grab zur Gewinnung von Baumaterial abgetragen. Im Jahr 1873 führten Mitarbeiter des Dänischen Nationalmuseums eine Dokumentation der Fundstelle durch. Zu dieser Zeit waren keine baulichen Überreste mehr auszumachen.

## Beschreibung
Die Anlage besaß eine Grabkammer mit vier Wandsteinen und einem sehr großen Deckstein. Sie dürfte somit als Urdolmen anzusprechen sein. Einer der Wandsteine soll 5 Ellen (ca. 3,1 m) lang gewesen sein. Über die Orientierung der Anlage sowie die Form der Hügelschüttung liegen keine Angaben vor.